# Proserpinus deceptiva
Proserpinus deceptiva är en fjärilsart som beskrevs av Barnes och Benjamin 1924. Proserpinus deceptiva ingår i släktet Proserpinus och familjen svärmare. Inga underarter finns listade i Catalogue of Life.